# Precision Time Protocol
Precision Time Protocol (PTP - Precisiontidsprotokoll) är ett kommunikationsprotokoll som används för att synkronisera klockor i ett datornätverk. Med PTP kan man i ett lokalt datanätverk åstadkomma en tidsnoggrannhet i submikrosekundområdet (10-6), vilket gör det användbart för mät- och styrsystem.
PTP definierades ursprungligen i standarden IEEE 1588-2002, som officiellt benämns "Standard for a Precision Clock Synchronization Protocol for Networked Measurement and Control Systems". 2008 släpptes en reviderad standard, IEEE 1588-2008. Denna nyare version, också känd som PTP Version 2, ökar noggrannheten, precisionen och robustheten men är inte bakåtkompatibel med den ursprungliga versionen från 2002.
"IEEE 1588 är tänkt att fylla en nisch som inte kan hanteras av de två dominanta protokollen, NTP och GPS. IEEE 1588 är konstruerat för lokala system som kräver noggrannhet bortom det som kan uppnås med NTP. Och de system där som inte kan bära kostnaden för en GPS mottagare i varje nod, eller för de vilka GPS-signaler är otillgängliga." Exempel på system som ofta kräver PTP är börssystem.